# Basílica del Voto Nacional

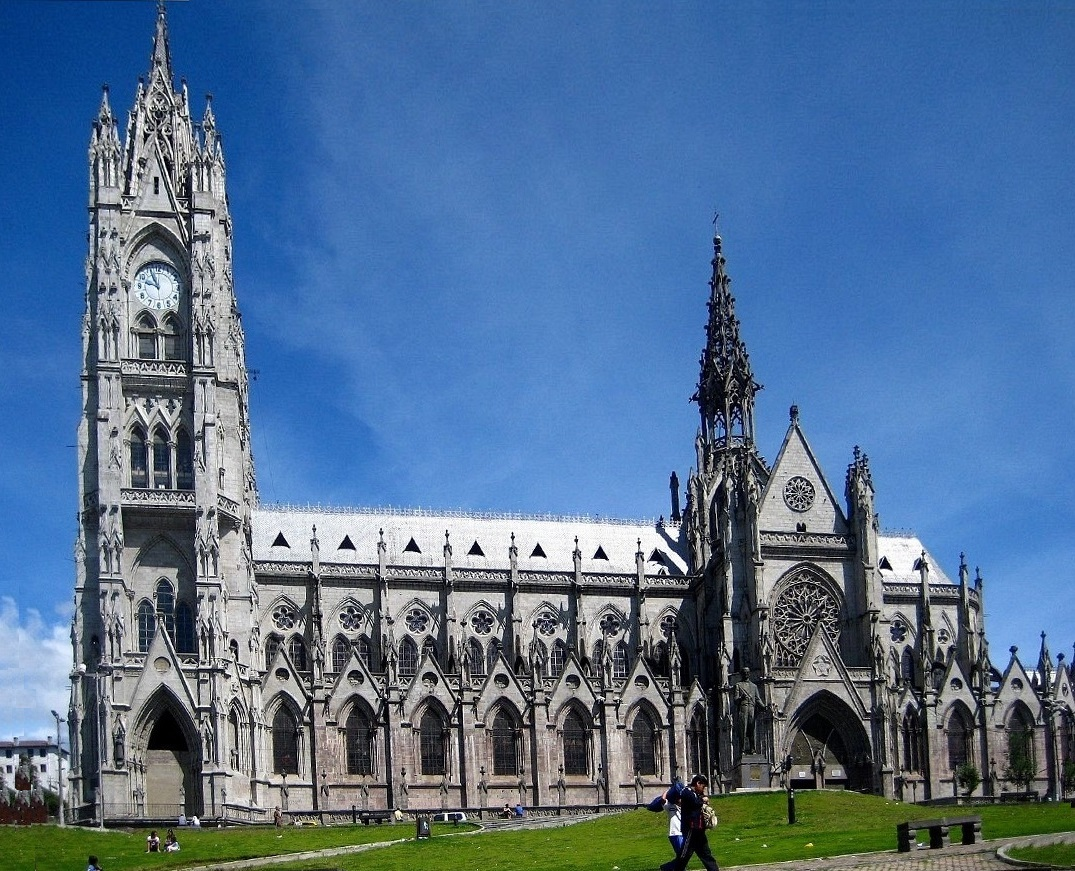
Südostansicht der Basilika

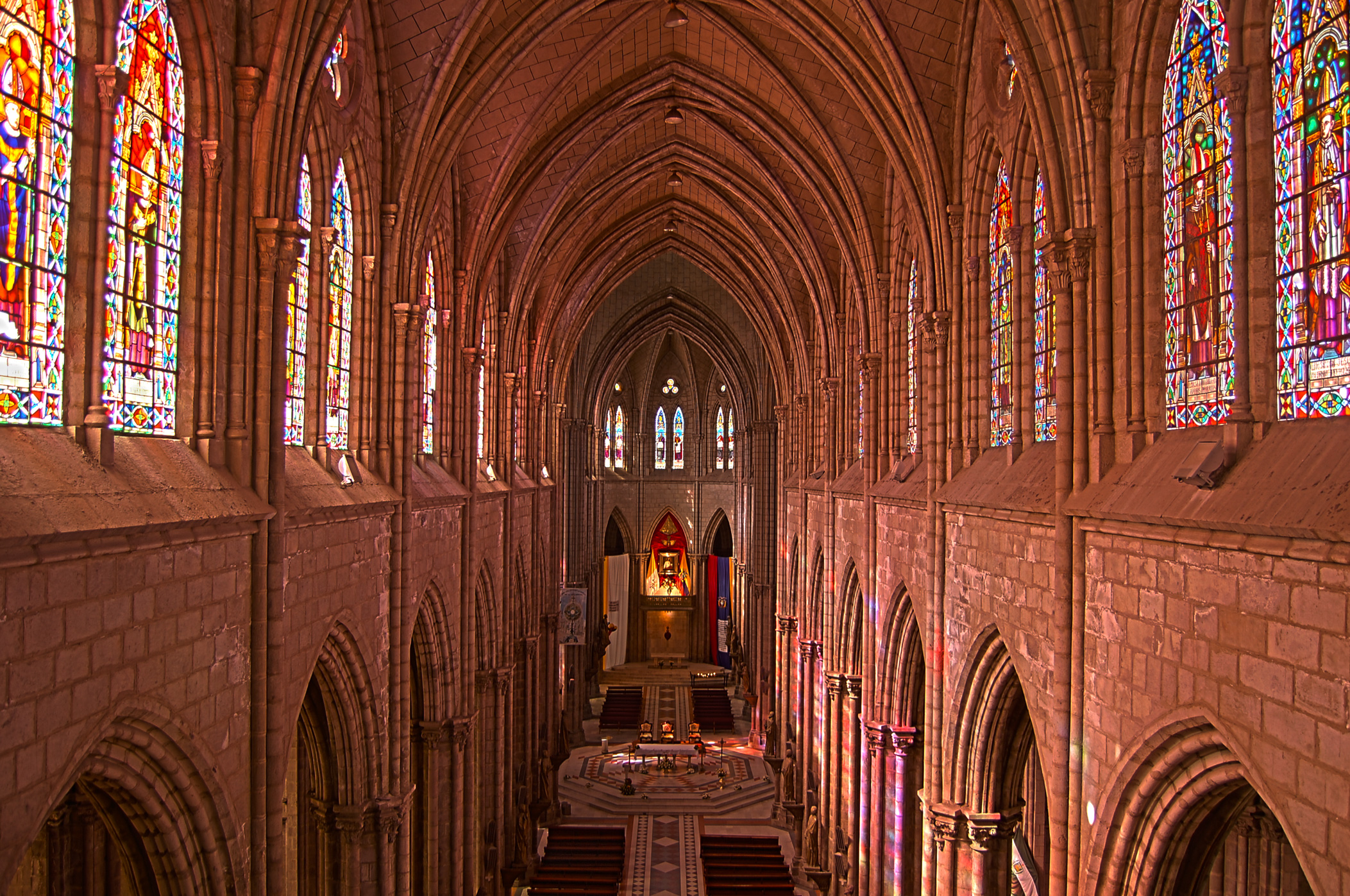
Innenraum

Die Basílica del Voto Nacional (deutsch Basílika des nationalen Gelübdes) oder Basílica Sagrado Corazón de Jésus, Patrono del Ecuador (deutsch Basilika des Heiligsten Herzens Jesu, Schutzpatron von Ecuador) ist eine römisch-katholische Kirche am Rande des historischen Zentrums von Quito, Ecuador. Sie ist die größte neugotische Basilika in Amerika. Sie gehört zum Erzbistum Quito und trägt die Titel einer Basilica minor und eines Nationalheiligtums.

## Geschichte
Die Basilika entstand aus der Idee von Pater Julio Matovelle im Jahre 1883, ein Denkmal an die Weihe Ecuadors an das Heiligste Herz Jesu zu bauen. Präsident Luis Cordero erließ am 23. Juli 1883 das Dekret dazu, das am 5. März 1884 vom Präsidenten José María Plácido Caamaño umgesetzt wurde. Der Kongress gab ein Jahresbudget von 12.000 Pesos für den Bau frei, 1.000 Pesos pro Monat, beginnend im Jahr 1884. Mit dem Dekret vom 3. Juli 1885 verwandelte der vierte Provinzialrat von Quito den Bau der Basilika in ein religiöses Engagement im Namen des Landes. Im Jahre 1887 erhielten die Herz-Jesu-Missionare die Zustimmung von Papst Leo XIII. für den Bau. Die Oblaten-Väter gaben das Land für die Basilika. Um den Bau fortzusetzen, spendeten die Gläubigen Steine für die Errichtung der Kirche und erhielten dafür ihre Namen in den Stein eingraviert. Im Jahre 1895 setzte der Staat eine Salzsteuer ein, um den Bau des Gebäudes fortzusetzen.
Im Jahre 1901 übernahmen Pater Matovelle und seine Missionsmüttergemeinde den Bau auf Antrag des Erzbischofs Pedro Rafael González Calisto. Das Gebäude wurde vom Architekten Emilio Tarlier mit einem Kostenrahmen von 40.000 Franc entworfen. Tarlier wurde von der Kathedrale von Bourges inspiriert. Am 10. Juli 1892 wurde der Grundstein gelegt. Zwischen 1892 und 1909 wurde die Kapelle Unserer Lieben Frau vom Heiligsten Herzen errichtet. Die Basilika wurde mit Hilfe der Spendengelder im Wesentlichen 1924 fertiggestellt. Sie wurde am 30. Januar 1985 von Papst Johannes Paul II. gesegnet, die Weihe erfolgte am 12. Juli 1988. 1991 wurde sie in den Rang einer Basilica minor erhoben.

## Beschreibung

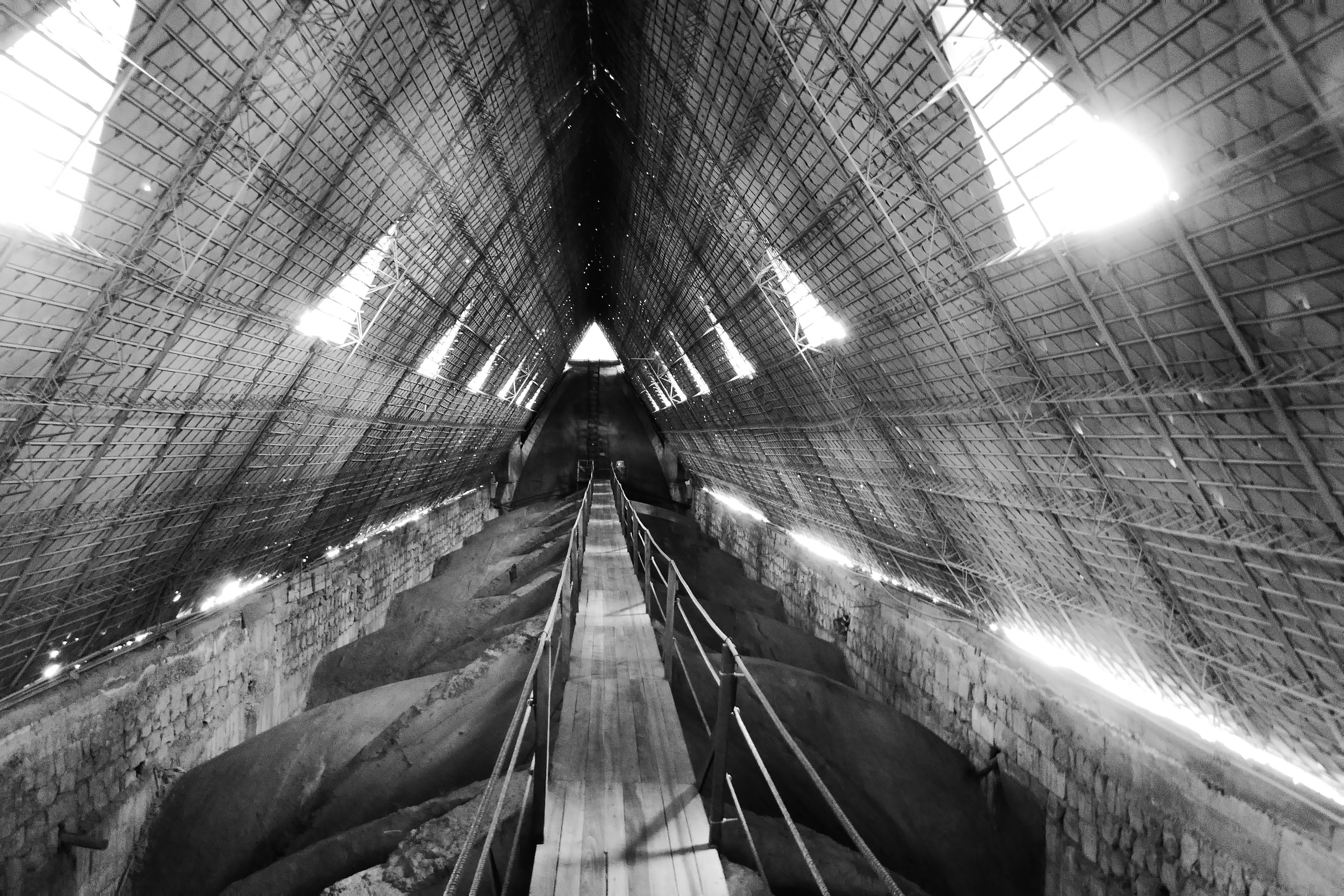
Dachstuhl über dem Langhaus

Die Basilika ist das wichtigste Werk der neugotischen Architektur in Ecuador und gehört zu den repräsentativsten Amerikas. Es ist die größte neugotische Basilika in der Neuen Welt. Das Gebäude ist für seine Wasserspeier in Form von einheimischen ecuadorianischen Tieren wie Gürteltieren, Leguanen und Galapagosschildkröten bekannt.
Die Basilika ist 140 Meter lang und 35 Meter breit. Sie hat eine Höhe von 30 Metern im Chor und von 15 Metern in den Votivkapellen. Das Querschiff erreicht eine Breite von 74 Metern, die beiden Türme ragen 115 Meter hoch. Die Basilika ist damit die zweithöchste Kirche Lateinamerikas nach der Kathedrale von Maringá. Im Chor hängen vierzehn Bronzebilder, die elf Apostel und drei Evangelisten darstellen. In der Krypta gibt es ein Pantheon als Grabstätte mehrerer Staatsoberhäupter:
- Antonio Flores Jijón (1833–1915)
- Andrés F. Córdova  (1892–1983)
- Mariano Suárez Veintimilla (1897–1980)
- Camilo Ponce Enríquez (1912–1976)

Die Besucher können in die Spitze der Türme steigen. Vom höchsten Punkt des Hauptturms aus kann man die Stadt und die umliegenden Berge sehen.